# Сісплатина
Сісплатина (порт. Cisplatina) — провінція Сполученого королівства Португалії, Бразилії й Алгарве, а згодом — Бразильської імперії, що існувала в 1821—1828 роках. Назва означає «по цей бік Ла-Плати».

## Передісторія
Тордесільяський договір надав Португалії право на території в Південній Америці. Оскільки на місцевості важко було визначити, де саме проходить визначена договором лінія розмежування між португальськими та іспанськими володіннями, то португальці селилися і на захід від відведеної їм договором зони, що в підсумку призвело до суперечок з Іспанією щодо ряду територій. Однією з таких зон став район між річкою Уругвай і Атлантичним океаном (т. зв. «Східна смуга»), де португальцями в 1680 році була заснована Колонія-дель-Сакраменто. Для захисту своїх володінь в цьому регіоні Іспанією в 1751 році було засновано губернаторство Монтевідео, а в 1777 році був підписаний договір в Сан-Ільдефонсо, згідно з яким Східна смуга закріплювалася за Іспанією.
У 1801 році за умовами Бадахоського договору Португалія отримала Східні місії. Втеча в 1807 році португальської королівської сім'ї до Бразилії під час Наполеонівських воєн сприяло португальському експансіонізму в напрямку Ла-Плати. Коли в 1810 році Наполеон змусив іспанську королівську сім'ю відректися від престолу, у португальців народився амбітний план: замість того, щоб претендувати тільки на Східну смугу, вони запропонували віцекоролівству Ріо-де-ла-Плата визнати своїм монархом іспанську інфанту Карлоту, яка була одружена з спадкоємцем португальського престолу Жуаном. Однак цей план провалився.
Травнева революція 1810 року призвела до відсторонення від влади іспанського віцекороля Ріо-де-ла-Плати, віце-королівство було перетворено в Об'єднані провінції Ріо-де-ла-Плати. Прийшовши до влади в жовтні 1812 року Другий тріумвірат скликав в січні 1813 року «Асамблею 13-го року», яка мала проголосити незалежність від Іспанії і визначити державний устрій нової країни. Представники Східної смуги, лідером яких був Хосе Хервасіо Артігас, зажадали виділення Східної смуги в окрему провінцію. 7 березня 1814 року Верховний директор Сполучених провінцій Хервасіо Антоніо де Посадас, законодавчо оформляючи фактично існуючий стан, видав декрет про створення Східної провінції. 29 червня 1815 року в Східному конгресі в Консепсйон-дель-Уругвай була утворена Федеральна Ліга, яка оголосила своєю метою перетворення Сполучених Провінцій Ріо-де-ла-Плати в конфедеративну республіку за образом Сполучених Штатів Америки.
Федеральна Ліга набирала силу. Побоюючись поширення республіканських ідей, португальці, скориставшись тим, що Ліга була зайнята боротьбою з центральним урядом, здійснили в 1816 році вторгнення в Східну провінцію та 20 січня 1817 року зайняли Монтевідео. Три роки пішло на придушення опору, і в липні 1821 року Сісплатинський конгрес проголосив приєднання території до Португалії як провінції Сісплатина.

## У складі Бразилії
На сході кордоном нової провінції став Атлантичний океан, на півдні — Ла-Плата, на заході — річка Уругвай. Північною межею провінції стала річка Куарейм, унаслідок чого північна частина Східної смуги стала частиною бразильського штату Ріу-Гранді-ду-Сул.
У 1822 році залишений в Бразилії в ролі намісника спадкоємець португальського престолу проголосив незалежність Бразилії. 15 вересня 1823 року аргентинський посол передав бразильському правителю меморандум, в якому говорилося, що Аргентина ніколи не визнавала анексію Східної провінції. У відповідь було заявлено, що ця територія увійшла до складу Бразилії з волі її населення, і що Бразилія готова захищати свої кордони військовим шляхом.

## Аргентино-бразильська війна
19 квітня 1825 року група колишніх партизанів Східної провінції (відома як Тридцять три Орієнтальці) на чолі з Хуаном Антоніо Лавальєхою, отримавши підтримку ряду багатих аргентинців, висадилася в Сісплатині. 14 червня вони утворили у Флориді тимчасовий уряд провінції, 25 серпня Флоридський конгрес проголосив відокремлення Східної провінції від Бразилії. 24 жовтня 1825 року Об'єднані провінції Південної Америки визнали входження Східної провінції у свій склад. У відповідь уряд Бразилії оголосив війну Сполученим Провінціям.

## Утворення незалежного Уругваю
До 1828 року аргентинські сили під командуванням Фруктосо Рівери контролювали значну територію провінції, а значні військові витрати і тиск Британії не давали Бразилії можливості продовжувати війну, в результаті чого Бразилія була змушена почати мирні переговори. У 1828 році була підписана попередня мирна конвенція, відповідно до якої Сісплатина не відходила Сполученим провінціях, а проголошувалася незалежною державою Уругвай.